# Myopites inulaedyssentericae
Myopites inulaedyssentericae är en tvåvingeart som beskrevs av Blot 1827. Myopites inulaedyssentericae ingår i släktet Myopites och familjen borrflugor. Arten är reproducerande i Sverige. Inga underarter finns listade i Catalogue of Life.